# زبرینه (گیاه)
زِبْرینه (نام علمی: Galium odoratum) نام یک گونه گیاهی از سرده شیرپنیر متعلق به خانواده روناسیان است. مروارید عطری نام دیگر زبرینه است.

زبرینه گونه‌ای واشی (فاقد اندام چوبی)، همیشه‌سبز و چندساله و بومی اروپا و مناطق مدیترانه‌ای است که گل‌های کوچک و سفید مثل مروارید آن عطر دلپذیری از خود پراکنده می‌سازند.

## مشخصات
ارتفاع گل مروارید عطری ۳۰ سانتیمتر و گستردگی آن ۴۵ سانتیمتر است و شکل رشدی آن توده‌ای و حصیری که غالباً به صورت تخت بر روی زمین می‌خوابد یا توسط سایر گیاهان قیم، حمایت می‌گردد. کاربرد آن در پوشش عرصه‌های سایه‌دار است. برگ ساده، سرنیزه‌ای، بدون کرک، به رنگ سبز روشن (در پاییز ممکن است به رنگ سبز تیره در آید)، به طول ۵-۲ سانتیمتر، و در یک حلقه ۹-۶ تایی به وجود می‌آید. برگساره دارای بافت نرم و متراکم است.
گل‌ها کوچک با قطر ۷-۴ میلی‌متر، معطر به رنگ سفید و دارای چهار گلبرگ هستند که از پایه به هم متصل اند. فصل گلدهی بهار است. میوه به قطر ۴-۲ میلیمتر است.
گسترش زبرینه از طریق ریشه‌های خزنده گیاه است. با تقسیم گیاه و جداسازی ساقه‌های ریشه‌دار، گیاه را می‌توان تکثیر کرد.

## استفاده‌ها
گیاه معطر است (ماده مؤثر کومارین). رایحه آن در زمان پژمردگی بیشتر شده و تا خشک شدن برگساره ادامه می‌یابد. این گیاه به صورت تجاری برای تولید عطر مورد استفاده قرار می‌گیرد.
خواص درمانی آن عبارت است از آرام‌بخش، مدر، معرق، قابض، ضدعفونی کننده مجاری ادراری و در استعمال خارجی التیام‌دهنده زخم.
مهمترین مواد مؤثره دارویی زبرینه عبارتند از کومارین، اسیدهای روبیا، سیتریک و مالیک و مقداری اسید تانیک، آسپرولوزید و یک ماده تلخ.
از زبرینه در پزشکی سنتی بدین روش استفاده می‌شود: دم کرده ۳۰ تا ۵۰ در هزار؛ این گیاه به عنوان مدر، معرق، آرام کننده، رفع دردهای عصبی، محلل و قابض و به صورت ضماد جهت رفع التهاب و ورم اندام بدن و التیام زخم‌ها.

مقدار و دستور مصرف: مقدار ۴ ـ ۳ گرم روزی سه بار به صورت دم کرده.
با زبرینه سسی نیز تهیه شده و در تهیه برخی غذاها استفاده می‌شود.
|                     |  |  |
| بوته و گل‌های زبرینه |  |  |